# アイム・ア・マン (スペンサー・デイヴィス・グループの曲)
「アイム・ア・マン」（I'm a Man）は、スペンサー・デイヴィス・グループの1967年のヒット曲。

## 概要
1967年1月20日、シングルA面曲として発表された。スティーヴ・ウィンウッドとグループのプロデューサーを務めていたジミー・ミラーの共作である。B面は「I Can't Get Enough of It」。同年5月6日付のビルボード・Hot 100で10位を記録した。また、全英シングルチャートで9位を記録した。
アメリカで独自に発売されたセカンド・アルバム『I'm a Man』（1967年）に収録された。
2005年に発売されたDVD『Gimme Some Lovin' Live 1966』にライブ映像が収録されている。
『完全なるチェックメイト』（2015年）、『ミニオンズ』（2015年）などの映画に使用された。また、テレビドラマ『マッドメン』シーズン7、第79回「温度差」（2014年4月13日放映）に使用された。

## カバー・バージョン
- シカゴ・トランジット・オーソリティ - 1969年のデビュー・アルバム『シカゴの軌跡』に収録。
- ダグ・クリフォード - 1972年のアルバム『Doug "Cosmo" Clifford』に収録。
- キース・エマーソン - 1981年の映画『ナイトホークス』のサウンドトラックとして発表された。
- パーティー・ボーイズ - 1984年のアルバム『No Song Too Sacred』に収録。
- TOPS - 1988年のアルバム『Romanesque Champion』に収録。